# 扬州评话
扬州评话，是一种以扬州方言讲说表演，流行于江苏省部分江淮方言区（包括扬州、镇江、南京、泰州等），边缘吴语区（丹徒、丹阳、金坛）以及上海市的一种曲艺形式。 

## 简介
扬州评话是用扬州方言徒口表演的曲艺说书形式，流行于江苏省的苏北地区及镇江、南京、上海等地。兴起于明末清初，不久形成“书词到处说《隋唐》，好汉英雄各一方”的局面，书目有《三国》、《隋唐》、《水浒》等十部，知名说书家20人。著名艺人有吴天绪等。清朝乾隆年间，叶霜林将自身经历融入到《岳传》中，说演《宗留守交印》时“声泪俱下”；浦琳根据自身经历编说《清风闸》，塑造了“皮五辣子”等底层人物形象；邹必显创编新书《飞跎传》。
扬州评话结构严谨、描写细致、首尾呼应，表演细节丰富，人物鲜明。语言市井化，生动风趣，富于表现力。《三国》和《水浒》是两部知名的长篇书目，说演《三国》者以清朝咸丰、同治年间的李国辉、蓝玉春最著名，号为“李派”、“蓝派”；李国辉所传八弟子人称“八骏”，其中康国华因擅长说演孔明而被誉为“活孔明”，由康国华开创的《三国》说演风格人称“康派”。说演《水浒》者有邓光斗，以表情动作精彩而被誉为“跳打《水浒》”，其子邓复堂继承书艺。后来王少堂发展了《水浒》的宋江、武松、石秀、卢俊义等四个“十回书”，人称“王派《水浒》”。宋承章也是说演《水浒》的名家。
扬州评话的传统节目分三类：讲史演义类有《东汉》、《西汉》、《隋唐》、《三国》、《水浒》、《岳传》等，公案侠义类有《八窍珠》、《绿牡丹》、《九莲灯》、《清风闸》等，神话灵怪类有《西游记》、《封神榜》、《济公传》等。
中华人民共和国成立后，整理出版了王少堂的长篇《水浒》，出版了《扬州评话选》、《扬州说书选》，还出现了根据现代小说编演的《林海雪原》、《烈火金钢》、《红岩》及夏耘等人创作的《挺进苏北》、李真创作的《广陵禁烟记》等书目。该阶段知名演员有王筱堂、王丽堂、李信堂、俞又春、惠兆龙等。
2006年，扬州评话被列入第一批国家级非物质文化遗产名录。